# Сквер Виктора Цоя
Сквер Ви́ктора Цо́я — сквер в Петроградском районе Санкт-Петербурга. Расположен на углу Зверинской улицы и Любанского переулка, у дома № 2 по Любанскому переулку.

## История
Название скверу было присвоено 20 сентября 2012 года, после того как общественники из движения «Рок-Петроград» собрали несколько тысяч подписей под инициативой увековечить имя Виктора Цоя в одном из городских топонимов. Сквер был выбран в связи с тем, что певец Виктор Цой трудился неподалеку — в котельной «Камчатка» (улица Блохина, 15) — и без сомнения бывал на этом тогда ещё пустыре. Конструктивно сквер частично расположен на крыше бомбоубежища на высоте около 1,5 метра относительно окружающего ландшафта. После присвоения скверу имени Виктора Цоя он не раз становился площадкой уличных фестивалей. Летом 2019 г. в сквере проведены работы по благоустройству. Лидер движения «Рок-Петроград» Сергей Елгазин активно выступает за создание в бомбоубежище центра искусств им. В. Цоя, а также за установку памятника В. Цою в сквере.